# Jóvenes Argelinos
Los Jóvenes Argelinos constituye un movimiento intelectual de renovación política, concebido por jóvenes educados a la francesa y surgido en la Argelia de principios del XX. Su principal objetivo consistía en conseguir que la sociedad argelina lograse asemejarse a la francesa con la compleja tarea de yuxtaponer los dos principales estratos sociales presentes en la Argelia de aquella época: el de los indígenas y el de aquellos impregnados por la cultura francesa.
Es importante señalar que el movimiento de los Jóvenes Argelinos no emerge de manera aislada; sino que surge al mismo tiempo que otras corrientes de renovación política como las de los Jóvenes Turcos, los Jóvenes Egipcios, los Jóvenes Alemanes o, incluso, los Jóvenes Indios. No obstante, aquella que influenciará a los Jóvenes Argelinos de manera notable será la de los Jóvenes Tunecinos, pues ambos compartirán multitud de similitudes.

## Origen del movimiento
Conseguir establecer un punto de partida preciso puede tornarse complicado, ya que depende del criterio utilizado por el investigador. Según el historiador francés Charles-Robert Ageron,  la aparición de la expresión— como vocablo — Jóvenes Argelinos surgió en contraposición a los denominados Viejos Turbantes Judíos — judíos puristas — entre los años 1895 y 1900. Sin embargo, el propio autor indica que en el caso musulmán las primeras actividades políticas brotaron en 1900, si bien todavía no habrían sido designados públicamente como Jóvenes Argelinos musulmanes.

Jóvenes Turcos: uno de los movimientos políticos que sirvieron de inspiración para la aparición de los Jóvenes Argelinos.

En lo concerniente a la temprana actividad ideológica de los Jóvenes Argelinos, diversos cronistas apuntan a la no-espontaneidad de su nacimiento. Ya en el año 1892, Jules Ferry, hombre de Estado francés y primer ministro de la Tercera República, lideró la Comisión Senatorial del Dieciocho en Argelia, en la que se pusieron sobre la mesa cuestiones como la representación y naturalización de los musulmanes en las instituciones públicas argelinas. Sobre esta misma comisión, Ferry dejó constancia en sus cuadernos personales la posición tomada por ciertas personas pertenecientes al Partido de la Juventud acerca del tema debatido. Este hecho llamaría la atención de los investigadores que se cuestionarían si el político autodenominó Partido de la Juventud a los jóvenes occidentalizados que argumentaban sus ideas en la mencionada reunión, o simplemente lo acuñó por otro motivo. En todo caso, sí es posible demostrar la presencia del movimiento de los Jóvenes Turcos en Argelia en el 1901 gracias a dos arabistas franceses, Edmond Doutté y William Marçais, que en el contexto de una encuesta internacional sobre La Situación y el Futuro del Islam presentaron el movimiento político concebido por jóvenes musulmanes turcos e ilustrados, posteriormente conocidos como Jóvenes Turcos. Ambos profesores coincidían en las observaciones básicas efectuadas: se trataba de grupúsculos formados por jóvenes musulmanes poseedores de una educación occidentalizada que buscaban una asimilación entre ambas culturas: la del colonizador y la del colonizado.
Francia había establecido un previo contacto con los Jóvenes Turcos ya que, entre otras cosas, el Manifiesto de la Joven Turquía fue publicado precisamente en París el día 24 de marzo de 1867 a través del periódico La Liberté. Adicionalmente, en el año 1895 se establece el órgano de prensa del comité Unión y Progreso, el cual favorecerá la visión de Francia sobre los Jóvenes Turcos al rememorar la Revolución francesa identificándose con la laicidad — salvo alguna excepción — y promoviendo la igualdad de derechos para todos los pueblos pertenecientes al Imperio otomano. Por ende, los primeros contactos de los franceses con los Jóvenes Turcos en Argelia serán positivos. No obstante, los Jóvenes Turcos no fueron la única corriente que dejó huella en los argelinos, también el movimiento análogo tunecino, los Jóvenes Tunecinos, entró dentro de su círculo de influencia. De hecho, tal y como afirma Ageron: “De los tunecinos tomaron prestado, por ejemplo, el sistema de sociedades de antiguos alumnos de las escuelas occidentales (basado en la Sadikiya, fundada por Ali Bach Hamba) o el de las sociedades destinadas a introducir a los musulmanes en las "ciencias modernas" (basado en la Jalduniya). Algunos militantes tunecinos eran de origen argelino y servían de enlace.” De esta manera se fue gestando la voluntad de renovación política de los jóvenes argelinos musulmanes educados a la francesa.

## Consolidación del movimiento
La corriente de los Jóvenes Argelinos no se caracterizó por constituir un movimiento homogéneo, sino que sus miembros abarcaban un espectro considerable de évolués (evolucionados), que incluían desde cabilios cristianos y agnósticos, ciudadanos franceses considerados musulmanes hasta miembros en desacuerdo con la consecución de la naturalización individual. Además, entre los Jóvenes Argelinos existían opiniones variadas respecto de la naturalización individual y colectiva.
A pesar de todo ello, eran mayores las semejanzas y como resultado, desde principios de 1907 se comenzaron a fundar organizaciones y clubes en los que poder promover sus propósitos políticos. Según John Ruedy, la sociedad Rachidiya, creada en Argel, resistió durante más tiempo que las demás y se fue expandiendo por diferentes regiones del país, como en Orán. Asimismo, el mismo experto señala que la asociación instaurada de manera más formal y académica fue el Círculo Salah Bey en Constantina. Adicionalmente, se gestaron organizaciones como las de La Amicale des Sciences Modernes, el Círculo de los Jóvenes Argelinos en Tremecén, la Media Luna, la Tufkiya, la Sadikiya, la Sociedad Islámica de Constantina y el Progreso de Bona.
Un factor importante que acompañará a estas agrupaciones será la creación simultánea de publicaciones en las que se tratan temas concernientes al movimiento. Por ejemplo, las realizadas en el boletín en lengua francesa de L’Islam, publicado por primera vez en el año 1909, autoproclamándose “el órgano democrático de los musulmanes argelinos” fue uno de los semanarios más influyentes del movimiento joven argelino. Sobre L’Islam el historiador John Ruedy explica que, a pesar de no ser la revista más representativa de la corriente, poseía contactos en la prensa parisina, fomentando el interés de varios colaboradores franceses. En cambio, el semanario de El-Hack, gestado en el Orán de 1911, decidió publicar en su cabecera a los reformistas egipcios, promoviendo una campaña a favor de la ayuda musulmana requerida a raíz de la guerra italo-otomana de 1911, y se opuso firmemente al “matrimonio” franco-argelino. Hechos, todos ellos, que le posicionaban claramente hacia un lado de la balanza. Consecuentemente, el contenido publicado por L’Islam sería percibido como aquel que más deseaba la asimilación con las sociedades occidentales. Otros ejemplos de publicaciones de la corriente de la juventud argelina son El-Hillal de Argel (1906-1907), Le Musulman de Constantina (1909-1910), L'Etendard Algérien (1910) de Bona o el Rachidiya (1910). Cabe destacar que en ninguno de los semanarios pertenecientes al movimiento se hacía mención directa al nacionalismo, ya fuera árabe, argelino o incluso panislamista: la soberanía francesa no era cuestionada.
Una vez consolidado el movimiento se considera relevante explorar la dimensión real del grupo protagonista de este artículo. Charles-Robert Ageron describe que los Jóvenes Argelinos no se caracterizó precisamente por ser la corriente política más representativa de la Argelia de entonces. De hecho, los dirigentes políticos del país advertían a París sobre ello. Sin embargo, numerosos intelectuales de la capital francesa junto a la prensa argelina optaron por agrandar la influencia real de este nuevo movimiento de renovación política de la juventud argelina. El grupo en sí estaba compuesto por centenas de individuos, sumaba entre mil y mil doscientos miembros, como mucho, entre todas las sociedades y clubes pertenecientes a los Jóvenes Argelinos. Entre ellos destacaban los ilustrados, jóvenes dedicados a ciertas profesiones liberales, burgueses modernistas, antiguos alumnos de escuelas franco-árabes y maestros musulmanes (asistentes indígenas).

## Evolución política de los Jóvenes Argelinos
La primera iniciativa llevada a cabo por el grupo como ente colectivo consistió en la elaboración de una propuesta política en la que se discutiría el reclutamiento de los argelinos por el ejército francés. Con el firme propósito de alzar sus voces y hacer que estas fueran escuchadas, decidieron enviar una delegación a París en octubre de 1908 para citarse con el entonces Primer Ministro francés, George Clemenceau. La delegación, a pesar de no estar de acuerdo en apoyar, bajo aquellas circunstancias, el servicio militar obligatorio, Clemenceau le requirió hacerlo para, de esta manera, él valorar la posibilidad de ceder en ciertas peticiones concernientes a la totalidad de derechos civiles de árabes y bereberes.
El programa político de los Jóvenes Argelinos se fundamentaba en una serie de peticiones, a menudo contradictorias. Por un lado, es posible identificar cuestiones cuya idiosincrasia estaba basada en su propio beneficio como grupo “político”. A saber: acceso a la ciudadanía francesa, ampliación del derecho al voto, modificación de títulos de los empleados públicos de forma que dichos cargos estuvieran al alcance de ellos, así como la exención del Código del indigenato. Por otro lado, dedicaban asimismo parte del programa a intentar mejorar la situación vital de los argelinos.
En 1909 Ben Ali Fekar, joven doctorado en derecho, escribió un informe titulado La Représentation Politique des Musulmans Algériens. En él se examinaban las exigencias requeridas por los musulmanes intelectuales, y se expresaba la necesidad de incorporar el elemento musulmán al francés, dentro de unas condiciones socioeconómicas óptimas que lo permitieran. Asimismo, en el seminario L’Islam, también se recogieron las reivindicaciones solicitadas por los Jóvenes Argelinos el 24 de abril de 1911, concluyendo con “La asimilación, ese es el objetivo que perseguimos”. Igualmente, y siguiendo esta misma línea reformista, los Jóvenes Argelinos consiguieron volver a París en junio de 1912 con el fin de exigir que se cumplieran una serie de peticiones como resultado de su aceptación del servicio militar obligatorio. Posteriormente, estas demandas se plasmarían en lo que se conoce como Manifiesto de los Jóvenes Argelinos, reflejadas de la siguiente manera:
1. “La reforma del régimen represivo: en definitiva, la supresión del régimen del Indigénat (internamiento administrativo y contravenciones "especiales del Indigénat" juzgadas por el poder administrativo), y la de los "tribunales represivos" y los "tribunales penales".
2. Un reparto justo de los impuestos y una asignación equitativa de los recursos presupuestarios. Esto es, la supresión de los "impuestos árabes" específicos de los musulmanes y la igualdad en el reparto de las cargas con los europeos.
3. Una representación política circunspecta y suficiente en las asambleas de Argelia y de la metrópoli. Es decir, ampliación del electorado: un número de representantes musulmanes igual a 2/5 del número total de miembros de las asambleas, y el derecho, para los concejales indígenas, de participar en la elección del alcalde.

Por otro lado, se exigió que los musulmanes argelinos estuvieran representados en el Parlamento francés, o al menos en un consejo de representantes elegidos con sede en París.”
La prensa liberal francesa no tardó en reaccionar a dicho manifiesto, mostrando cierto escepticismo. Por otra parte, la prensa argelina lo recibió como un ataque de corrupción frente a las instituciones parisinas, y un aluvión de críticas por parte de la prensa colonial argelina también fue recibido. Ellos estaban de acuerdo en que los Jóvenes Argelinos intentaban imitar a una suerte de Jóvenes Franceses pero que se habían convertido en Jóvenes Turcos corruptos.
Hasta este momento de reivindicaciones en París y, sobre todo, antes de la Primera Guerra Mundial, los Jóvenes Argelinos no habían constituido un movimiento nacionalista, y no se cuestionaban que Francia gobernase su país. A continuación, se narra aquello que ocurrirá después de dicho conflicto armado.

## Jóvenes Argelinos tras la Primera Guerra Mundial

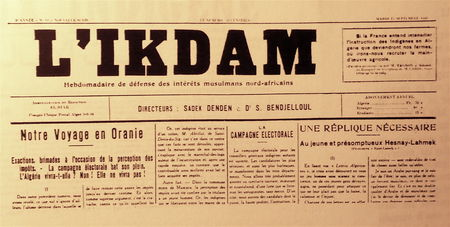
L'Ikdam, revista representativa del movimiento de los Jóvenes Argelinos.

Durante los años 1918-19 Francia comenzó a preocuparse más por Argelia, debido a la violencia con la que algunos argelinos respondieron ante la ley Jonnart, una ley que abandonaba las premisas por las que abogaban los Jóvenes Argelinos, convirtiéndose en un documento legal muy controvertido. Subsecuentemente, los integrantes del movimiento reaccionaron, uniéndose en la que titularían Liga de Acción Franco-Musulmana, gestada en julio del año 1919. A pesar de esta férrea acción colectiva, en noviembre de ese mismo año se presentaron en las listas de candidatos de las elecciones municipales de Argel los Jóvenes Argelinos dividido en dos segmentos. Una primera agrupación compuesta por musulmanes ya naturalizados como franceses y una segunda aún sin nacionalizar. Esta brecha de pensamiento se agudizaría más tarde debido a la cuestión religiosa de los componentes del movimiento. Hallándose de un lado los socios más laicos como Tamzali, Bouderba o Benthami. Y del otro, los más tradicionalistas que reconocerían como cabecilla del movimiento al emir Jaled, nieto del célebre Abd-el-Kader. Durante esta misma época se terminaron de gestar nuevos semanarios de honda trascendencia dentro del movimiento como L’Avenir de l’Algèrie o L’Ikdam, este último nacido de la fusión entre las publicaciones L’Islam y Rachidi en 1919.
Según palabras del historiador Charles Ageron, durante la década de 1920, la percepción existente acerca de los Jóvenes Argelinos habría mutado de manera radical: la prensa francesa que había acogido, antes de 1914, de tan buen agrado al movimiento, se convertiría ahora en uno de los receptores más hostiles. Entre los años 1920 y 1923, la prensa gala suscribiría la opinión de los administradores argelinos y colonos basada en la vinculación de la doctrina de los Jóvenes Argelinos con los “bolcheviques” y el nacionalismo musulmán. Esto propició que los únicos grupos políticos en los que estos jóvenes se pudieran apoyar fuera en los partidos más izquierdistas y socialistas del momento. De hecho, Ageron argumenta: “Lo que explica el retroceso de los liberales y moderados franceses es al mismo tiempo el gran miedo de la burguesía francesa después de la revolución soviética, el brote de chovinismo nacido de la victoria y continuado por la acción de la Cámara Azul de Horizonte, y finalmente el miedo de los círculos coloniales ante la prédica wilsoniana y el principio de autodeterminación de todos los pueblos.”
Por último, cabe destacar la relevancia de Jaled como líder carismático del movimiento, lo que provocó que los liberales de la metrópoli lo percibieran como sospechoso. El movimiento seguía evolucionando a medida que los años pasaban y el 20 de abril de 1922 sucedió un evento al que la prensa tildó de manifestación nacionalista. El emir Jaled se encontraba en la mezquita de Sidi Abd Ar-Rahman cuando se posicionó respecto de la representación musulmana en el parlamento, requiriendo el aumento de esa misma representación al presidente francés (que se encontraba en Argelia de visita oficial). Este hecho acabó causando un gran revuelo acusando finalmente al emir Jaled de “líder de un movimiento nacionalista argelino”.

## Personalidades célebres del movimiento

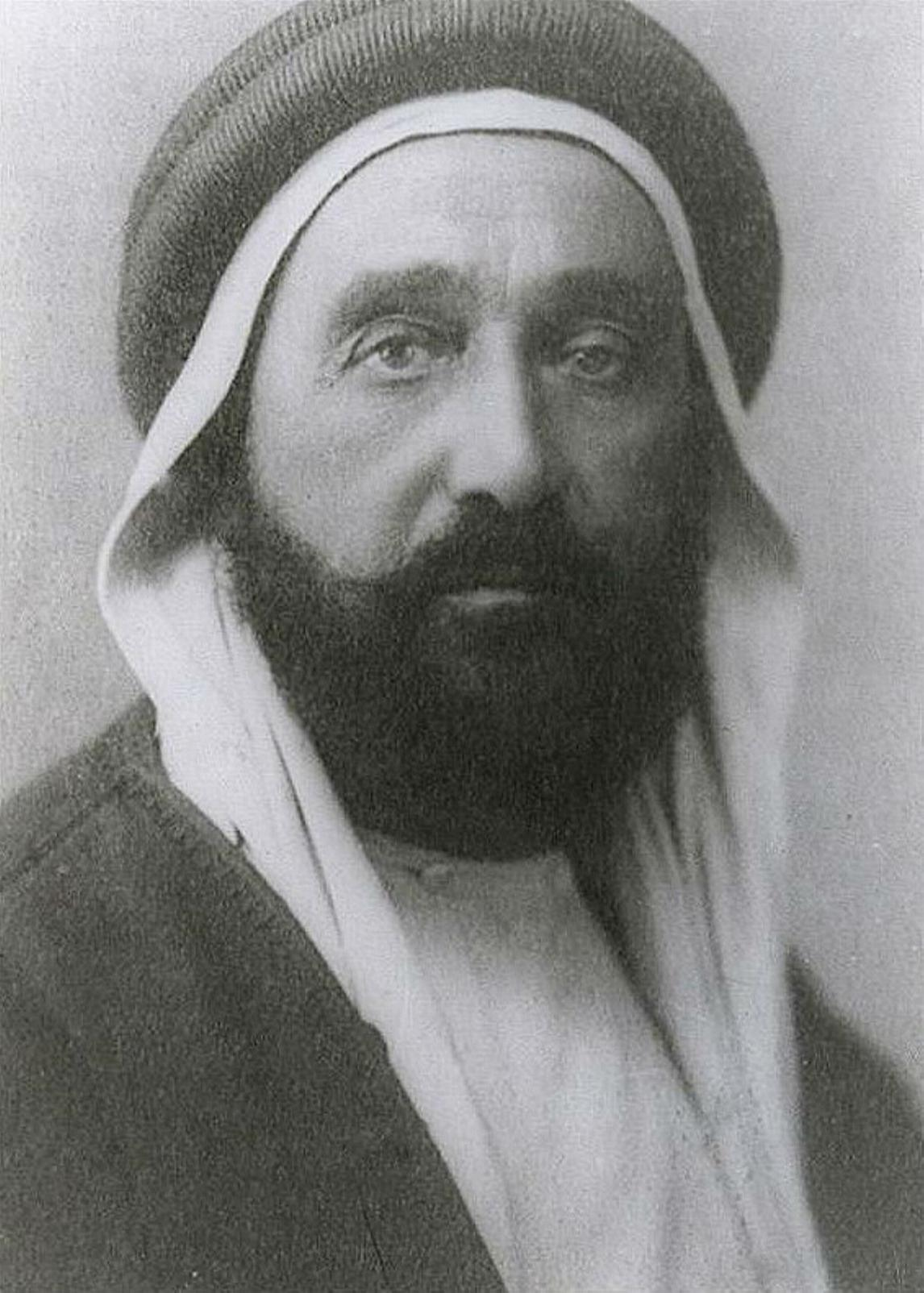
Emir Jaled, representante del movimiento consolidado de los Jóvenes Argelinos.

De los centenares de miembros entusiastas e integrantes del movimiento de los Jóvenes Argelinos, los que se citan a continuación ejemplifican, en cierto modo, el perfil de simpatizante. En primer lugar, Omar Bouderba, naturalizado francés, concejal municipal con ambiciones políticas al igual que el Dr. Benthami Ould Hamida. Bouderba, cuya familia provenía de Argel, se había convertido en un hombre dedicado a los negocios. En cambio, Benthami, de cuna más modesta, recibió su educación sobre oftalmología en Montpellier (Francia) obteniendo así la nacionalidad del país en 1906. Este último lideró, además, la delegación del movimiento enviada a París en el 1912. Ambos fueron miembros de la Ligue des Droits de l’Homme. Por otro lado, Ben Ali Fekar, doctor en derecho, provenía de una familia erudita de Tremecén y fue profesor en Lyon durante algunos años antes de conseguir trabajar como editor de un semanario franco-árabe en Orán. Por último, es digno de mención uno de los miembros más intelectuales del movimiento: Chèrif Benhabylès. Benhabylès, también doctorado en derecho en Francia, lideró el Círculo de Salah Bey de Constantina y escribió un libro muy relevante titulado L’Algèrie Française Vue par un Indigène que versaba sobre las contradicciones psicológicas y culturales experimentadas por el movimiento.
Finalmente, una de las personalidades, ya citadas, más notables del movimiento fue el Emir Jaled. Nieto del prestigioso Abd el-Kader, Jaled, nació en Siria en el año 1875, recibiendo su formación académica en el Lyceé Louis-le-Grand de París y formando, más adelante, parte del estudiantado de la academia militar St-Cyr. Una vez acogido en el seno del ejército francés, alcanzó el rango de capitán, lo que le condujo a servir en Marruecos con el mariscal Lyautey, en apoyo al sultán Mawlay Abd al Aziz en lugar de a Abd al Hafiz, su hermano. Abd Al Hafiz gozó, paralelamente, del apoyo francés, por lo que desde la metrópoli se comenzó a sospechar de los movimientos políticos de Jaled. Acciones tales como, por ejemplo, la firma del Manifiesto de los Jóvenes Argelinos en París en 1913. Posteriormente se unirá a Bouderba y Benthami en la creación de la Unión Franco-Argelina, asociación que servirá como instrumento propagandístico del movimiento. No en vano, el emir Jaled se declaró, durante este periodo, leal a la Argelia francesa. Es decir: a Francia. Dejó, no obstante, constancia de su firme creencia en la imposibilidad de mejoras en la situación de los indígenas a causa de los obstáculos interpuestos por los colonos y sus gobiernos. De hecho, Jaled se pronunció afirmando que los musulmanes elegidos para representar y defender los supuestos intereses argelinos buscaban, sin embargo, sus propios intereses que eran principalmente el bloqueo de las peticiones de los Jóvenes Argelinos. Por ende, los franceses comenzaron a percibir a Jaled como uno de los mayores y más peligrosos agitadores del movimiento de asimilacionistas.